# Bartosz Jurecki
Bartosz Jurecki (Kościan, 31 de enero de 1979) es un exjugador de balonmano polaco que jugaba de pívot. Su último equipo fue el KS Azoty Pulawy polaco. Es hermano del también jugador de balonmano Michał Jurecki.
Fue un componente de la Selección de balonmano de Polonia. Con la selección jugó 237 partidos y marcó 732 goles, logrando con ella la medalla de plata en el Campeonato Mundial de Balonmano Masculino de 2007 y las medallas de bronce en el Campeonato Mundial de Balonmano Masculino de 2009 y en el Campeonato Mundial de Balonmano Masculino de 2015.
Fue nombrado mejor pívot del Campeonato Mundial de Balonmano Masculino de 2015.

## Palmarés

### Magdeburg
- Copa EHF (1): 2007

## Clubes
- Chroby Glogów ( -2006)
- SC Magdeburg (2006-2015)
- Chroby Glogów (2015-2016)
- KS Azoty Pulawy (2016-2018)